# CEAM Modèle 1950
CEAM Modèle 1950, официальное название Carabine Mitrailleuse Modèle 1950 — французский автомат конца 1940-х — начала 1950-х годов, созданный немецкими конструкторами Теодором Лёффлером и Людвигом Форгримлером на основе трофейных немецких автоматов StG 45(M).

## Описание
Автомат разрабатывался в Центре исследований оружия CEAM в Мюлузе. Было изготовлено три прототипа из серии Modèle 1 под следующие патроны: 7,92×33 мм Kurz, 7,65×35 мм (экспериментальный патрон, разработанный патронной фабрикой в Валансе) и .30 Carbine. В дальнейшем автоматы такого типа разрабатывались исключительно под патрон .30 Carbine.
Отличительными чертами были усовершенствованный полусвободный затвор, а также возможность устанавливать переднюю пистолетную рукоятку или сошки и раскладной приклад. По причине высокой стоимости оружия и ограничений во времени (Франция вела Индокитайскую войну) от производства оружия отказались, поэтому экземпляров было изготовлено мало. В дальнейшем Форгримлер эмигрировал в Испанию, где разработал серию испанских автоматов CETME, от которых, в свою очередь, ведёт происхождение автомат HK G3.